# Caransebeș
Caransebeș  (in tedesco Karansebesch, in ungherese Karánsebes) è un municipio della Romania di 28966 abitanti, ubicato nel distretto di Caraș-Severin, nella regione storica del Banato. Fa parte dell'area amministrativa anche la località di Jupa.

## Storia
Le prime tracce di insediamenti umani nella zona risalgono all'epoca Dacia: rovine dell'epoca sono state infatti ritrovate recentemente nel vicino comune di Obreja. Quando la Dacia venne invasa dai Romani, questi costruirono un castrum denominato Tibiscum, che successivamente crebbe fino a diventare una città vera e propria; resti dell'antico castrum romano si trovano nella località di Jupa. Tibiscum è considerata un caposaldo della romanizzazione della Dacia e dell'ingresso del Cristianesimo nella zona.
Durante il Medioevo la località fu abitata con continuità, nonostante il rapido succedersi di dominazioni diverse: prima il Regno d'Ungheria, poi il Principato di Transilvania, quindi l'Impero ottomano. Una certa stabilità venne raggiunta soltanto quando l'Impero asburgico conquistò la regione, dopo lunghe guerre contro i turchi. Durante queste guerre, nel 1788, nella zona avvenne la cosiddetta battaglia di Karánsebes, forse il più grave errore della storia militare asburgica, ancorché non storicamente provato: due diverse unità dell'esercito austriaco infatti, entrambe alla ricerca delle truppe nemiche, si diedero battaglia tra di loro, entrambe scambiando l'altro gruppo per truppe turche.
Nel XIX secolo Caransebeș crebbe con continuità grazie al progressivo sviluppo della rete ferroviaria, di cui la città divenne un importante nodo. Dopo l'unione della Transilvania con la Romania del 1918, lo sviluppo continuò e l'avvento del regime comunista portò alla costruzione di un aeroporto civile e di una base aerea militare; questo aeroporto rimase per molto tempo inattivo dopo la caduta del regime nel 1989.

## Infrastrutture e trasporti

### Trasporto ferroviario
Caransebeș rimane anche oggi un importante nodo ferroviario: la città è servita da una stazione principale e da 5 minori, sia per il traffico merci che per quello passeggeri. Oltre alle linee regionali, la città è interessata da una delle linee principali del paese, quella che unisce Bucarest a Timișoara e da qui a Budapest.

### Trasporto stradale
Di analoga importanza sono i collegamenti stradali che interessano la città: particolarmente importante è la Strada europea E70, che unisce anch'essa Bucarest a Timișoara, passando per Craiova e Caransebeș. La città è toccata anche da due Strade nazionali: la DN58, in direzione di Reșița, e la DN68, in direzione di Hațeg.